# Parapsectris bruneosparsa
Parapsectris bruneosparsa är en fjärilsart som beskrevs av Antonius Johannes Theodorus Janse 1958. Parapsectris bruneosparsa ingår i släktet Parapsectris och familjen stävmalar. Inga underarter finns listade i Catalogue of Life.